# Alonso de Salazar

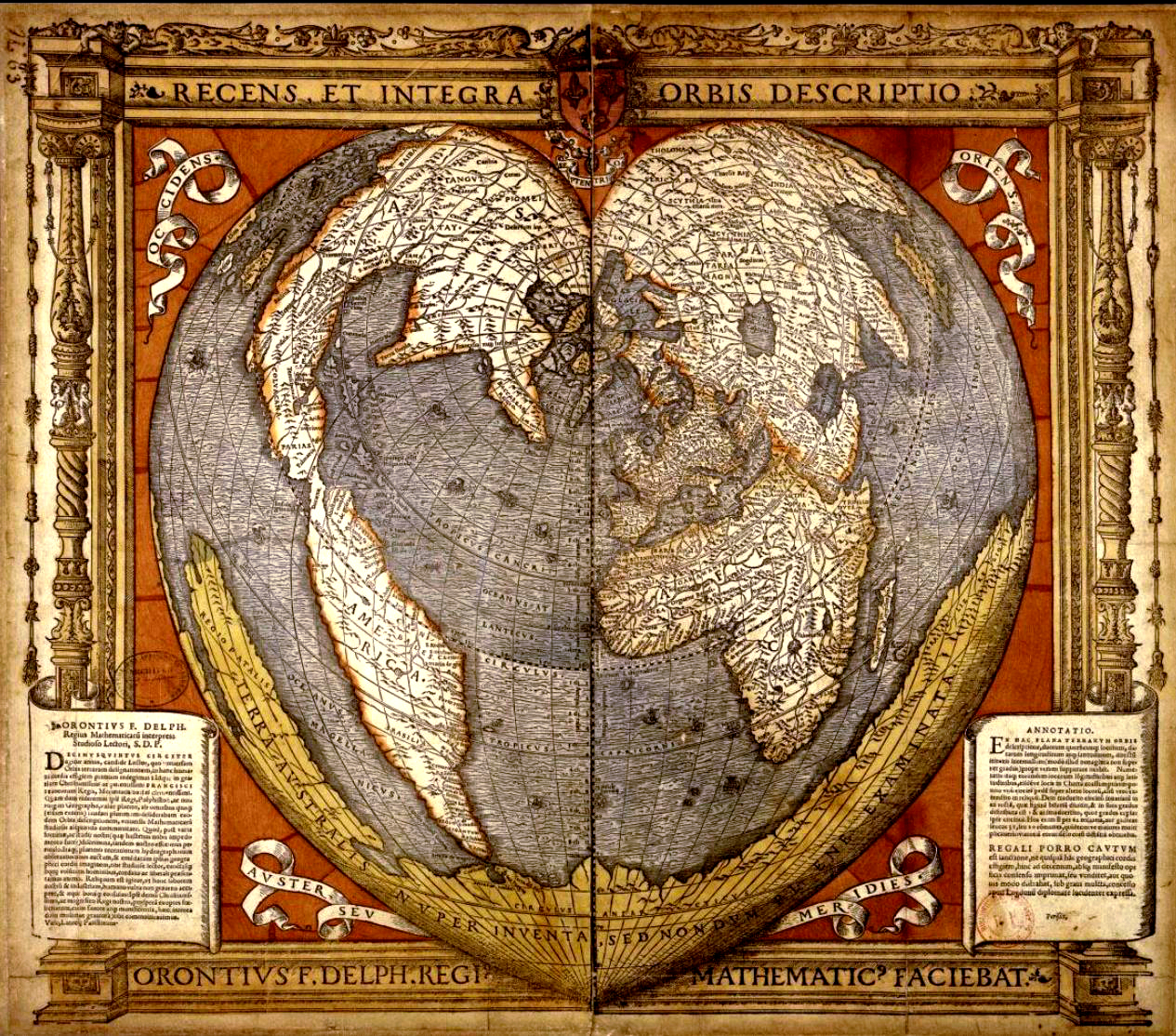
Världen 1536

Alonso Toribio de Salazar, död 1526 i Stilla havet, var en spansk sjöfarare och upptäcktsresande som avled under sin expedition med de Loaisa till Moluckerna. Salazar betraktas som upptäckaren av Rataköarna och Karolinerna.

## Salazars tidiga liv
Inget är känt om Salazars tidiga liv, men han har mönstrat på i den spanska flottan och utses att ingå i expeditionen 1525 när Loaisa får uppdraget av  Carlos I att utveckla den av Ferdinand Magellan upptäckta nya sjövägen till Stilla havet till en spansk handelsrutt ända till Moluckerna.

## Expeditionen i Stilla Havet

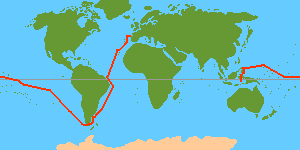
Salazars resa med Loaisa

Den 24 juli 1525 lämnade Loaisa La Coruña i Spanien med en konvoj om 7 fartyg. Salazar ingick i besättningen på flaggskeppet "Santa Maria de la Victoria" under befäl av Loaisa. När Loaisa avled den 30 juli 1526 till havs övertog de Elcano befälet. Även denne avled till havs varpå de Salazar tog befälet.
Resan fortsatte västerut och den 21 augusti 1526 upptäcktes troligen ön Taongi (nutida Bokak) bland Rataköarna som Salazar namngav "San Bartolome", det finns dock inga uppgifter om någon landsteg vid detta tillfälle.
Kort därpå upptäcktes även några öar bland Karolinerna som han namngav efter uppdragsgivaren den spanske kungen Carlos I.
I dessa trakter avlider Salazar till havs.

## Eftermäle
Efter Salazars död gick befälet till Martin Iñiguez de Carquizano som slutligen nådde Halmahera bland Moluckerna i september 1526.
De överlevande undsattes 1528 av en expedition under  Alvaro de Saavedra.